# Macrorhamphosodes
Macrorhamphosodes  es un género de peces de la familia Triacanthodidae.

## Taxonomía
Fue propuesto por primera vez como género monotípico en 1934 por el zoólogo estadounidense Henry Weed Fowler, designando a Macrorhamphosodes platycheilus como su especie tipo y única especie. M. platycheilus también fue descrito por Fowler en 1934, y su localidad tipo fue la bahía de Balayán, frente a Luzón, Filipinas, desde la estación Albatros 5118 a una profundidad de 340 brazas (620 m). En 1933, el ictiólogo japonés Toshiji Kamohara describió Halimochirus uradoi desde la prefectura de Kōchi, Japón. El nombre del género era una grafía errónea de Halimochirurgus. En 1968, James C. Tyler reclasificó esta especie al género como M. uradoi. También en 1968, Tyler clasificó este género en la subfamilia nominada de la familia Triacanthodidae, la Triacanthodinae. La quinta edición de Fishes of the World clasifica a la familia Triacanthodidae en el suborden Triacanthoidei, del orden Tetraodontiformes.

## Distribución
Las especies de Macrorhamphosodes se encuentran en la región del Indopacífico, donde se ha registrado a M. platycheilus en Sudáfrica, Kenia, el golfo de Bengala y Filipinas; y a M. uradoi en Sudáfrica, Kenia, China y Japón. Ambos peces también han sido registrados en aguas australianas. Estos peces han sido recolectados a profundidades de entre 50 y 450 m (160 y 1480 pies).